# Бонакольси
Бонакольси (итал. Bonacolsi) — итальянский род, впервые установивший в Мантуе синьориальное правление. Бонакольси непосредственно предшествовали приходу к власти династии Гонзага.
Происхождение рода недостаточно выяснено (по одной версии, Бонакольси происходили из Феррары, по другой — из Модены). Первое свидетельство об их присутствии в Вирджилио, городке вблизи Мантуе, относится к 1168 году: в документах упомянуты Оттобуоно де Бонакоза и его сын Гандольфо.
Внук Гандольфо, Пинамонте ди Мартино деи Бонакольси (1206 — 7 октября 1293 года) родился уже в Мантуе и был ярым сторонником партии гибеллинов. В 1259 году он добился должности «старшины народа» Мантуи, а в 1272 году стал ректором Мантуи. В 1273 году он вероломным способом низложил гвельфское правительство графа Альберто Касалоди, изгнал и истребил его родню, а также многих гвельфов, и подчинил Мантую своей власти. В 1274 году он преобразовал свою должность ректора города в должность капитана народа, в 1291 году, незадолго до своей смерти, в должность Генерального капитана Мантуи. При нём власть в Мантуе быстро трансформировалась из коммунальной в синьориальную.
Семья Бонакольси занимала пост Генерального капитана Мантуи до 1328 года (Пинамонте 1273—1291, Барделлоне 1291—1299, Гвидо 1299—1309, Ринальдо 1309—1328). Бонакольси построили многие из тех зданий, которые до сих пор сохраняют в Мантуе особый средневековый колорит.

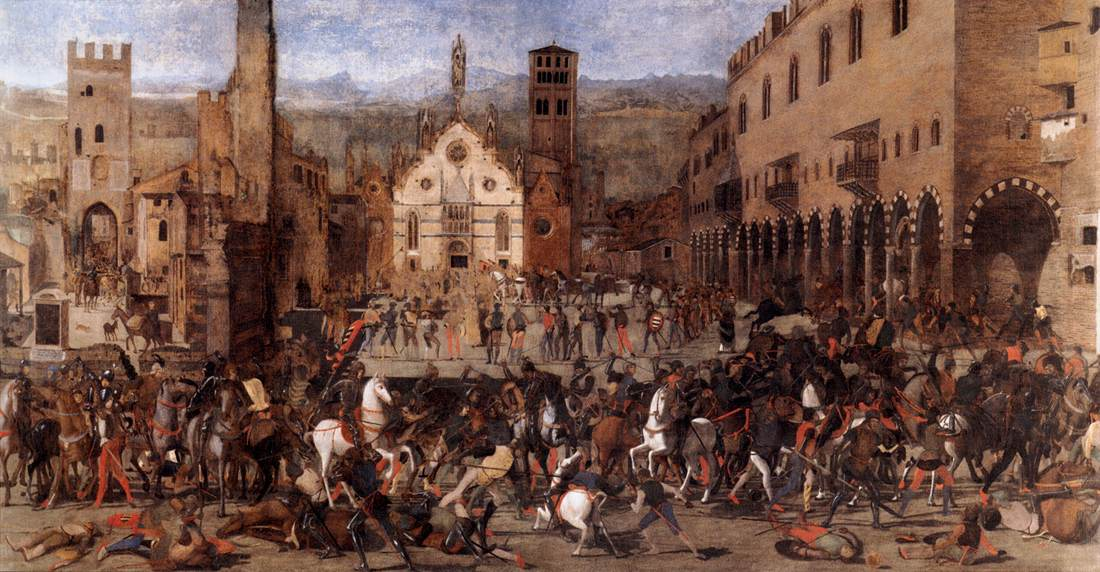
«Падение Бонакольси», Доменико Мороне, 1494 год

В 1328 году со смертью Ринальдо детто Пассерино («Воробьиный»), убитого во время мятежа, подстрекаемого семейством Гонзага, правление Бонакольси закончилось. Мятеж, положивший конец правлению рода Бонакольси, послужил сюжетом для картины Доменико Мороне «Падение Бонакольси».